# Vance D. Brand
Vance DeVoe Brand (* 9. Mai 1931 in Longmont, Colorado) ist ein ehemaliger US-amerikanischer Astronaut.
Brand absolvierte die High School in Longmont. Danach studierte er an der University of Colorado und erwarb 1953 einen Bachelor in Betriebswirtschaft sowie 1960 einen weiteren Bachelor in Luftfahrttechnik. 1964 erhielt er von der University of California einen Master in Geschäftsführung. Von 1953 bis 1957 war Brand Pilot bei den US-Marines. Nach seiner Entlassung aus dem aktiven Dienst war er noch sieben Jahre lang Offizier der Reserve und flog in der Air National Guard.
Brand kam 1960 zum Flugzeughersteller Lockheed, wo er zunächst als Versuchsingenieur für die P-3 Orion tätig war. Nachdem er drei Jahre später seine Lizenz als Testpilot erhalten hatte, ging er nach Kalifornien und erprobte die Weiterentwicklungen des Lockheed-Kampfflugzeugs F-104 Starfighter. Außerdem arbeitete er einige Zeit als F-104-Testpilot im südfranzösischen Istres, bevor er 1966 zur NASA wechselte.

## Astronautentätigkeit
Brand wurde von der NASA im Frühjahr 1966 für das US-Raumfahrtprogramm ausgewählt und gehörte der fünften Astronautengruppe an, die am 4. April 1966 vorgestellt wurde. Nach der Grundausbildung war er Mitglied der Unterstützungsmannschaften von Apollo 8 und Apollo 13.

### Apollo 18
Am 26. März 1970 wurde die Besatzung von Apollo 15 bekannt gegeben. Da üblicherweise die Ersatzmannschaft drei Flüge später die Hauptmannschaft bildete, konnten sich Richard Gordon, Vance Brand und Jack Schmitt berechtigte Hoffnungen machen, für Apollo 18 nominiert zu werden. Am 2. September 1970 erfolgte die Absage, Apollo 18 wurde ebenso wie Apollo 19 und Apollo 20 von der NASA gestrichen.

### Reservebesatzung für Skylab
Als Besatzung für die Ersatzmannschaft für Skylab 3 standen Kommandant Vance Brand, Pilot Don L. Lind und Wissenschaftsastronaut William B. Lenoir bereit.
Während der zweiten Skylab-Mission Skylab 3 traten an zwei von vier Steuertriebwerksystemen (Quads) des Apollo-Raumschiffs Probleme auf. Zwar war das Raumschiff auch noch mit zwei Quads voll steuerbar, es bestand jedoch das Risiko, dass die zwei Defekte zusammenhingen und auch die restlichen beiden Quads ausfielen, was eine Rückkehr zur Erde unmöglich machen würde. Unter normalen Umständen wäre die Mission abgebrochen worden. Weil aber die Möglichkeit eines Rettungsflugs bestand, konnte das Problem in Ruhe analysiert werden. Gleichzeitig lief aber die Vorbereitung des Rettungsflugs auf Hochtouren. Die Arbeiten an Startrampe, Rakete und Raumschiff liefen ab dem 3. August 1973 rund um die Uhr. Damit wäre ein Start am 9. September möglich gewesen.
Als Besatzung für diesen Rettungsflug standen Kommandant Brand und Pilot Lind bereit, weil diese zusammen mit dem Wissenschaftsastronauten Lenoir die Ersatzmannschaft für Skylab 3 bildeten. Es stellte sich heraus, dass die beiden Probleme an den Steuertriebwerken voneinander unabhängig waren, und die beiden anderen Quad-Systeme nicht beeinträchtigt waren. Ab dem 13. August 1973 wurde dann wieder im normalen Tempo gearbeitet, so dass ein Start noch am 25. September möglich wäre. Ab dem 10. September 1973 wurde das Raumschiff in einem Zustand gehalten, der einen Start innerhalb der nächsten neun Tage ermöglicht hätte. Mit der Wasserung von Skylab 3 am 25. September wurde der Starttermin wieder auf den 10. November 1973 gelegt. Das Problem wurde gelöst, die Rettungscrew kam nicht zum Einsatz.

### Apollo-Sojus-Projekt
Am 15. Juli 1975 startete Brand mit dem Apollo-Sojus-Projekt zu seinem ersten Weltraumflug als Pilot des Apollo-Kommandomoduls. Der Höhepunkt dieser Mission war das historische Treffen der amerikanischen Astronauten mit den sowjetischen Kosmonauten im Weltraum.

### STS-5
Als Kommandant der Columbia startete er am 11. November 1982 die Mission STS-5. Diese war der erste Flug mit einer vierköpfigen Besatzung. Während des 5-tägigen Fluges wurden das erste Mal zwei kommerzielle Nachrichtensatelliten aus der Nutzlastbucht der Raumfähre in eine Umlaufbahn befördert.

### STS-41-B
Am 3. Februar 1984 war Brand Kommandant der Mission STS-41-B. Durch die beiden Missionsspezialisten Bruce McCandless und Robert L. Stewart wurde die Manned Maneuvering Unit und der Manipulator Foot Restraint während zweier Außenbordtätigkeiten getestet.

### STS-51-H
STS-51-H war eine Atlantis-Mission, die schon vor der Challenger-Katastrophe abgesagt wurde. Die Spacelab/EOM-1-Mission war für November 1985 vorgesehen. Als Besatzung waren er als Kommandant sowie Pilot Michael Smith, die drei Missionspezialisten Robert L. Stewart, Owen K. Garriott, Claude Nicollier sowie die zwei Nutzlastspezialisten Byron K. Lichtenberg und Michael Lampton eingeplant. Diese Mission wurde Ende 1985 abgesagt in ähnlicher Konstellation als STS-61-K geplant.

### STS-61-K
Seinen vierten Raumflug hätte Brand als Kommandant von STS-61-K durchführen sollen. Dies war eine Columbia-Mission, die wegen der Challenger-Katastrophe abgesagt wurde. Die Spacelab/EOM-1-Mission war für Oktober 1986 vorgesehen. Neben Brand waren Pilot David Griggs, die Missionsspezialisten Robert L. Stewart, Owen K. Garriott und Claude Nicollier sowie die drei Nutzlastspezialisten Byron K. Lichtenberg, Michael Lampton und Robert E. Stevenson eingeplant.

### STS-71-E
Auch die Atlantis-Mission STS-71-E/SLS-1, die für April 1987 geplant gewesen wäre, wurde noch wegen der Challenger-Katastrophe abgesagt. Zu Brands Besatzungsmitglieder hätten David Griggs, John M. Fabian, James P. Bagian, Rhea Seddon, Drew Gaffney und Robert Phillips gehört.

### STS-35
Zu seinem letzten Weltraumflug startete Brand als Kommandant des Space Shuttles Columbia am 2. Dezember 1990 mit der Mission STS-35. Das war der erste Shuttle-Flug, der ausschließlich der Astronomie gewidmet wurde. Zu diesem Zeitpunkt war Brand mit 59 Jahren der älteste Astronaut im Weltraum. 1996 wurde dieser Rekord von dem 61-jährigen Story Musgrave während der Mission STS-80 übertroffen.
Nach 26 Jahren als Astronaut beendete Brand im April 1992 seine Raumfahrertätigkeit und koordinierte für die NASA auf der Wright-Patterson Air Force Base in Ohio die Planung des experimentellen Raumfahrzeugs NASP. Als dieses Programm eingestellt wurde, ging er an das kalifornische Dryden Flight Research Center: Ab 1994 leitete er den Flugbetrieb und wurde im Juni 2001 zum Vizedirektor für Luft- und Raumfahrtprojekte befördert. Brand verließ die NASA im Januar 2008.